# Austinmer Beach
Austinmer Beach är en strand i Australien.   Den ligger i kommunen City of Wollongong och delstaten New South Wales, i den sydöstra delen av landet, 200 km nordost om huvudstaden Canberra.